# Труки-Роси-Филипи (Бјела)
Труки-Роси-Филипи је насеље у Италији у округу Бијела, региону Пијемонт.
Према процени из 2011. у насељу је живело 354 становника. Насеље се налази на надморској висини од 393 м.